# ARA General Belgrano (C-4)
El ARA General Belgrano (C-4) fue un crucero ligero de la Armada Argentina comprado a la Armada de los Estados Unidos en 1951 cuando era el USS Phoenix (CL-46) de la clase Brooklyn. En la guerra de las Malvinas participó hasta el 2 de mayo de 1982 cuando recibió el impacto de dos torpedos del submarino británico HMS Conqueror, pereciendo 323 de sus 1093 tripulantes en ese momento. Es el único barco hundido por un submarino nuclear en tiempos de guerra. Dicho nombre había sido usado antes por Argentina para un crucero acorazado suyo dado de baja en 1947.

## Construcción y características
El Phoenix fue autorizado en 1933, se le puso en grada su quilla el 15 de abril de 1938. Fue botado el 12 de marzo, su madrina fue Dorothea Kays Moonan, ciudadana de la ciudad de Phoenix (Arizona). El Phoenix fue el tercero en llevar ese nombre en la armada estadounidense. Entró en servicio en la Base Naval de Filadelfia el 3 de octubre de 1938, bajo el mando del capitán John W. Rankin.
Su primer viaje lo hizo pasando por Puerto España, Trinidad y Tobago, Santos, Brasil; Buenos Aires, Argentina, Montevideo, Uruguay; y San Juan, Puerto Rico. Regresó a Filadelfia en enero de 1939.
El USS Phoenix era un crucero ligero de la clase Brooklyn. Desplazaba 10 800 toneladas y podía llegar a 13 645 t a plena carga. Tenía una eslora de 180 m, manga de 13 m, puntal de 12,8 m y un calado medio de 2,35 m. Estaba propulsado por ocho calderas Babcock & Wilcox Express con que daban una potencia de eje de 100 000 caballos (74 570 kW) para accionar cuatro hélices. Con esto podía alcanzar 32 ½ nudos. Disponía de cuatro turbinas eléctricas Westinghouse.
En la Armada de los Estados Unidos tenía una tripulación de 868 personas. Pero en tiempos de guerra podía llegar a los 1100, cuando inició sus operaciones en la guerra de las Malvinas iba con 1093 tripulantes.
Su armamento originalmente consistía en quince cañones 152 mm/47 calibres en cinco torres triples (tres a proa y dos a popa), ocho cañones 127 mm/25 cal, 28 cañones Bofors 40 mm, 24 cañones de 20 mm y ocho ametralladoras 12,7 mm. La Armada Argentina le implementó un lanzador cuádruple de misiles superficie-aire Sea Cat.

## Historial en la Armada de los Estados Unidos

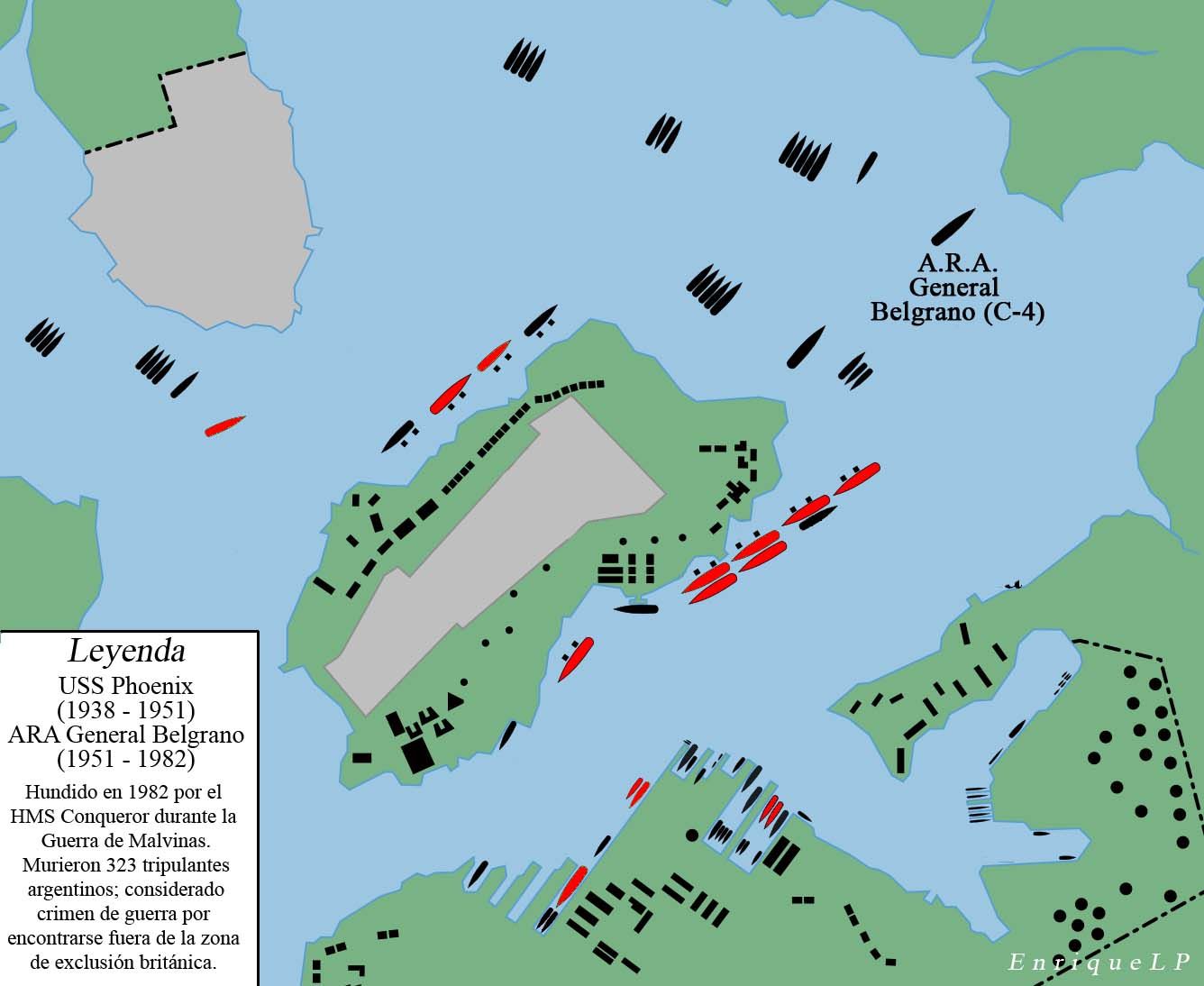
Ubicación del USS Phoenix durante el ataque a Pearl Harbor en 1941.

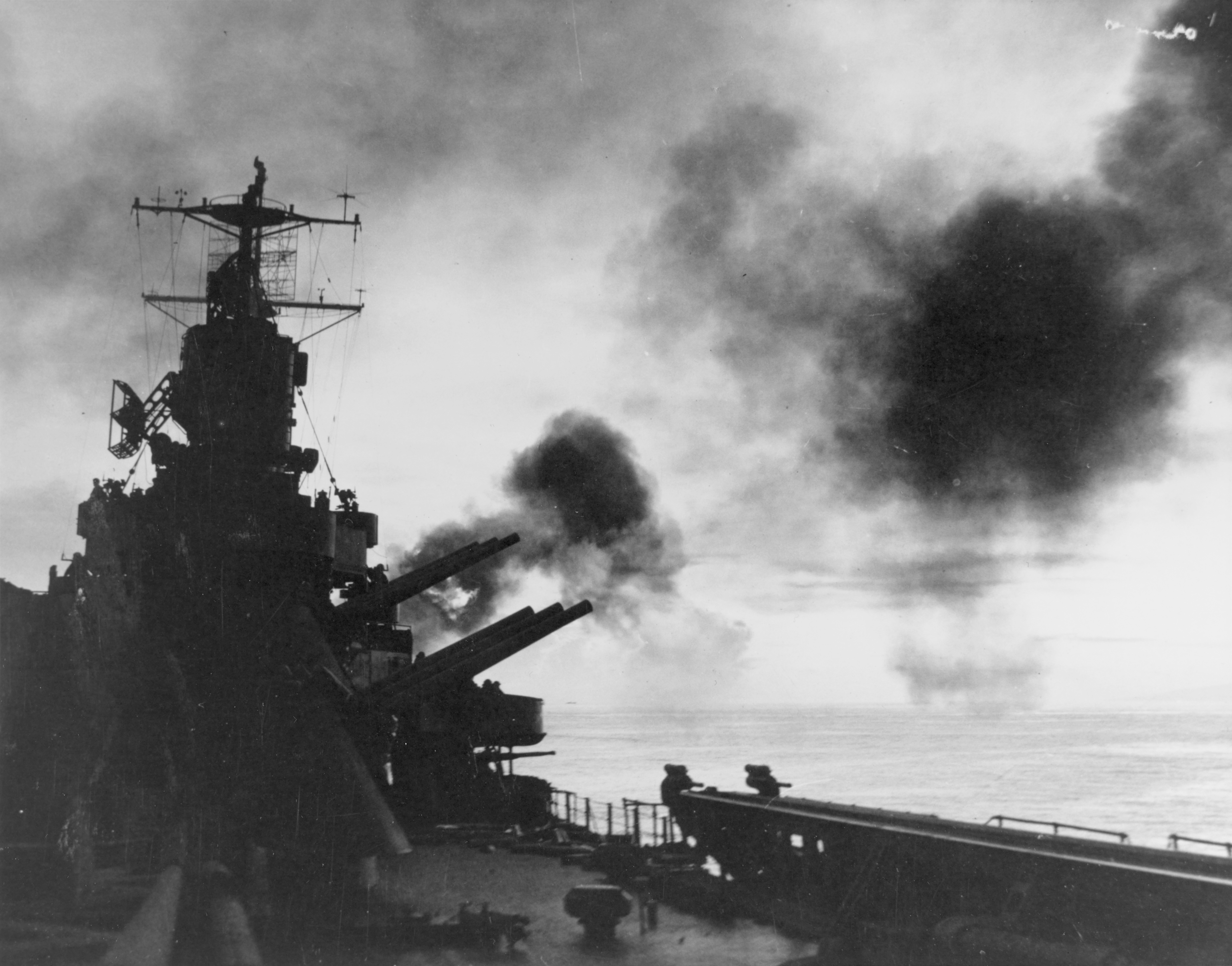
USS Phoenix bombardeando el Cabo Gloucester en diciembre de 1943.

Durante la Segunda Guerra Mundial operó en la costa oeste y se encontraba en el interior de Pearl Harbor durante el Ataque japonés de 1941. Donde escapó sin daños en medio del desastre y se unió a una fuerza operativa junto con los cruceros USS Saint Louis (CL-49) y USS Detroit (CL-8) además de algunos destructores, cuya misión era localizar y neutralizar los portaaviones japoneses, lo que resultó infructuoso.
Volvió luego a San Diego en los Estados Unidos y fue comisionado para ir a Australia, donde escoltó a transportes de tropas. Después estuvo en Java. 
En febrero de 1942 sirvió de escolta en Ceilán con un convoy formado también por los barcos USS Langley (CV-1) y el HMS Seawitch. Estos últimos, al apartarse del grupo y partir a toda máquina para llevar algunos aviones que servirían para detener la invasión japonesa de las Indias holandesas, fueron atacados por los aviones japoneses que hundieron al USS Langley y bombardearon al HMS Seawitch sin lograr su destrucción. En los meses siguientes, el Phoenix patrulló el océano Índico, escoltó un convoy que iba a Bombay y estuvo presente en la evacuación de Java.
Llevó en 1943 al secretario de Estado Cordell Hull a Casablanca. Allí fue comisionado en la Séptima Flota de los Estados Unidos y partió hacia el Pacífico Sur. En diciembre de ese año, junto al USS Nashville (CL-43) bombardeó el área del cabo Gloucester: allí cubrió el desembarco de tropas y colaboró en la destrucción de las defensas enemigas. Luego, ya en enero de 1944, participó en el ataque y desembarco en Nueva Guinea. 
Poco después fue transferido a las Islas del Almirantazgo para apoyar a diversos planes de desembarco de tropas de infantería junto con los cruceros USS Nashville y HMS Shropshire (73). Allí trabó fuego con las piezas de artillería de la playa. Siguieron las misiones semejantes en Hollandia, Arare, Wakde, Biak en la bahía de Geelvink.
El 4 de junio, fuera de la costa noroeste de Nueva Guinea, ocho aviones japoneses atacaron a la fuerza operativa, compuesta por algunos destructores y los cruceros USS Nashville y USS Boise (CL-47). Recibió bombas de dos de ellos y sufrió las primeras pérdidas humanas de su tripulación. Por la noche fue atacado por otro avión y evitó el golpe de un torpedo mientras intentaba cruzar el estrecho entre la isla Biak y Nueva Guinea. Después persiguió sin éxito a un grupo de destructores japoneses.
Siguió apoyando diversos desembarcos y enfrentándose a los aviones kamikazes que los japoneses enviaban. Se destacó por la puntería de sus artilleros, que se anotaron muchas bajas enemigas. 
El 15 de septiembre de 1944 participó en la ocupación de Morotai en las islas Molucas. 
Luego participó en la reconquista de Filipinas y en la batalla del Golfo de Leyte, específicamente al mando de la flota de Thomas C. Kinkaid. El 24 de octubre de 1944, en el transcurso de la batalla del Estrecho de Surigao participó con sus cañones dirigidos por radar en el hundimiento de los acorazados Yamashiro y Fusō, así como en el cañoneo del Mogami y tres destructores japoneses (Yamagumo, Asagumo y Asashio). El crucero ligero Mogami recibió tales impactos que fue presa fácil para los aviones estadounidenses, que lo hundieron al día siguiente.
El 1 de noviembre y el 5 de diciembre de 1944 sufrió nuevos ataques de aviones kamikaze. El 10 de diciembre alcanzó a destruir un avión enemigo a unas 100 millas de distancia. Al dirigirse al golfo de Lingayén descubrió a un submarino enemigo. Este se defendió lanzando dos torpedos Long Lance que el Phoenix logró evitar.
A partir del 13 de febrero de 1945 se dedicó a apoyar tareas de dragado de minas, usando sus cañones para destruir las baterías de artillería costera que disparaban contra los dragaminas desde la playa. 
Iba en dirección a Pearl Harbor cuando Japón capituló.
Pasó a la flota del Atlántico el 6 de septiembre y a la reserva el 28 de febrero de 1946, donde fue dado de baja. Estuvo cinco años aguardando desguace o venta junto a otros de su clase.

### Comandantes
| Nombre y rango                    | Tiempo                                   |
| --------------------------------- | ---------------------------------------- |
| Capitán John Wilkes Rankin        | 3 de octubre de 1938-3 de junio de 1940  |
| Capitán Herman Edward Fisher      | 3 de junio de 1940-24 de octubre de 1942 |
| Capitán Joseph Reasor Redman      | 24 de octubre de 1942-2 de marzo de 1943 |
| Capitán Albert Gallantin Noble    | 2 de marzo de 1943-8 de marzo de 1944    |
| Capitán Jack Harlan Duncan        | 8 de marzo de 1944-20 de mayo de 1945    |
| Capitán Harold Lincoln Challenger | 20 de mayo de 1945-1 de febrero de 1946  |
| Capitán Richmond Kenneth Kelly    | 1 de febrero de 1946-3 de julio de 1946  |

## Historial en la Armada Argentina
EE. UU. vendió (por 7,8M) a Argentina el USS Phoenix y USS Boise en 1951. El USS Phoenix fue bautizado crucero «ARA 17 de Octubre», en honor al Día de la Lealtad (fecha fundamental del movimiento peronista). Se unió a la División Cruceros junto al ARA Nueve de Julio (ex USS Boise). Durante el golpe de Estado y derrocamiento del presidente Perón en 1955, la Junta Militar y el Comando Revolucionario negociaron la transferencia del poder a la Revolución Libertadora a bordo del ARA 17 de Octubre. Terminado todo, el vicealmirante Rojas removió este nombre cambiando a ARA General Belgrano, en honor al padre de la patria Manuel Belgrano.
En 1967 equipó dos lanzaderas cuádruples de misiles Sea Cat en cada lado. Siendo el primer buque argentino en incorporar misiles.
En diciembre de 1978 participó en la Operación Soberanía, destinada a invadir las islas en disputa al sur del canal Beagle, acciones que fueron detenidas al intervenir el papa Juan Pablo II.

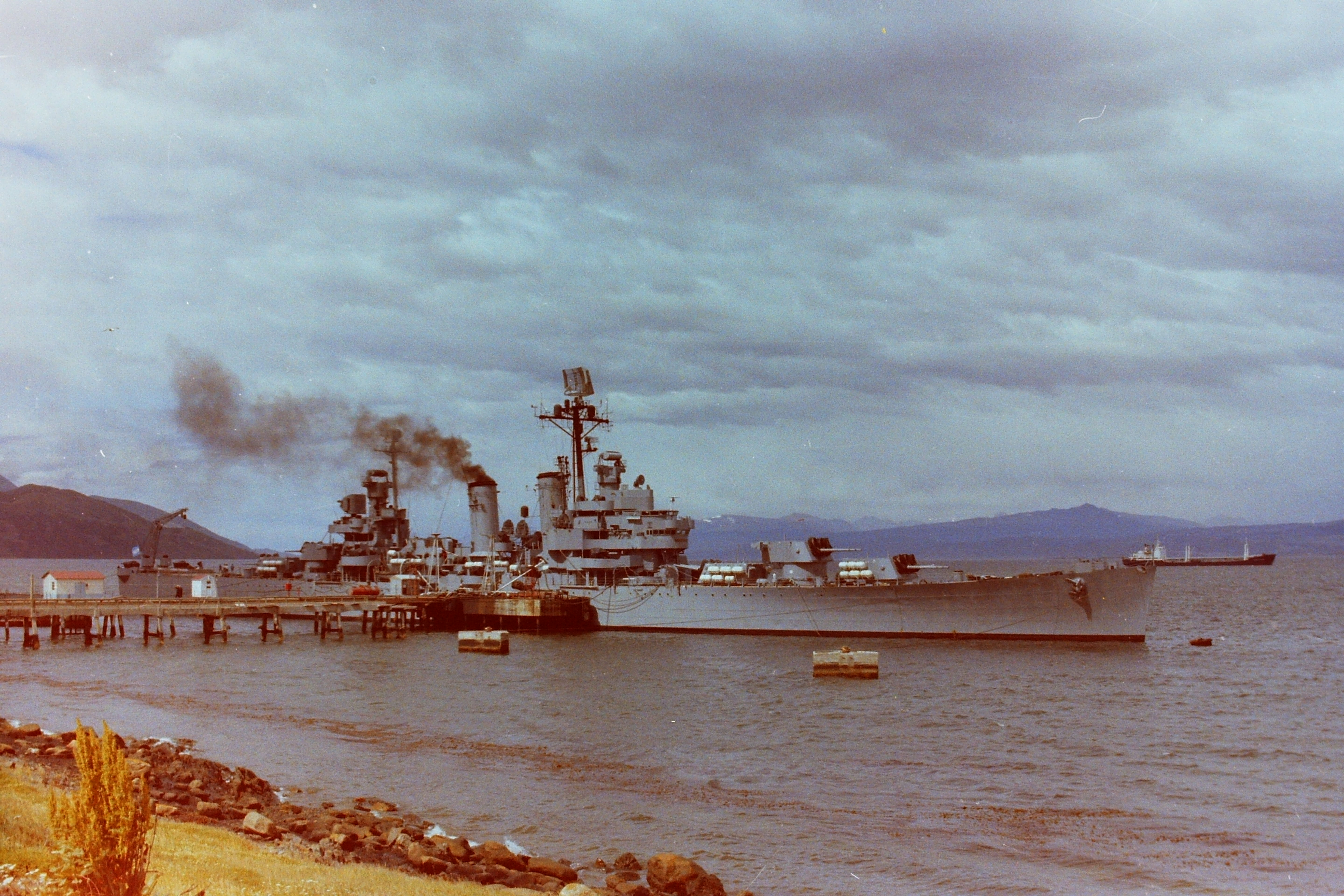
El General Belgrano fotografiado en Ushuaia el 31 de enero de 1982.

Al inicio de 1982 recibió a 120 cadetes navales y se dirigió en misión de adiestramiento al sur de Argentina. En la bahía de Punta Este realizó ejercicios de tiro con toda su artillería. 

### Guerra de las Malvinas

Sucesos en el Atlántico Sur durante el hundimiento del Belgrano.

El 12 de febrero de 1982 zarpó hacia la Base Naval Puerto Belgrano para el mantenimiento que cada año se daba al crucero. Aunque se habían añadido tecnologías de radar y misiles, el barco estaba en malas condiciones de turbinas y no podía alcanzar más de 18 nudos. Por entonces, su comandante era el capitán de navío Héctor Bonzo.
Durante esta puesta a punto recibió la noticia de las crecientes tensiones con el gobierno del Reino Unido con respecto a la soberanía de las islas Malvinas. Así los trabajos tuvieron que detenerse debido a la necesidad de emplear a los obreros en la disposición de las demás unidades. El 2 de abril toda la tripulación del crucero fue avisada de la operación anfibia que las restantes unidades de la escuadra realizaron para tomar las islas Malvinas.
El barco recibió el resto de la tripulación para tiempos de guerra, completando 1091 tripulantes y dos civiles que trabajaban en la cantina y que rehusaron dejar el barco, aunque sabían que ahora zarparía en misión de guerra (de hecho ellos fueron de los primeros en morir, pues el primer torpedo dio en la zona de la cantina).
El gobierno británico, por su parte, tras enviar a tres submarinos nucleares a la zona y preparar el envío de un contingente más importante después, estipuló la creación de una zona de exclusión que comprendería una circunferencia de 200 millas náuticas (370 km), centrado en latitud 51°40′ S y longitud 59°30′ O (el centro geográfico de las Islas Malvinas).
Zarpó el 16 de abril de 1982 formando parte del Grupo de Tareas 79.3 con las siguientes instrucciones:
1. Zarpar al teatro de operaciones y estacionarse en la isla de los Estados. Derrota costera (es decir, seguir un rumbo paralelo a la costa) y tratar de velar intenciones.
2. Tareas:
3. Vigilar los accesos Sur al teatro de operaciones.
4. Interceptar unidades enemigas
5. Disuadir en el marco regional
6. Evitar el contacto táctico con unidades del enemigo dotadas de misiles antibuque.
7. En caso necesario y de acuerdo con la situación, reabastecerse en la Base Naval Ushuaia.

El barco recibió también orden de navegar en silencio, pues unidades británicas podrían encontrarse en las inmediaciones. 
El 19 de abril, llegó a la isla de los Estados, donde realizó ejercicios de tiro donde se encontraron problemas en la munición de los cañones antiaéreos Bofors 40 mm. Por eso y por necesidad de reabastecimiento se dirigió luego a la base de Ushuaia.
El 24 de abril zarpó de nuevo hacia la Isla de los Estados. Ese mismo día los argentinos descubrieron a la primera Fuerza operativa británica que se dirigía al teatro de operaciones. Se trataba de dos portaaviones y siete destructores. El GT 79.3 recibió órdenes de permanecer en la zona de la isla de los Estados y el banco Namuncurá para interceptar y neutralizar unidades enemigas de acuerdo con las demás fuerzas de tarea. Se unieron a la GT 79.3 (que desde entonces fue llamada «Peñón») los destructores ARA Bouchard y ARA Piedrabuena y el petrolero ARA Puerto Rosales.
Los días siguientes fueron de ejercicios y de continuas misiones de reconocimiento por parte del helicóptero Alouette embarcado en el Belgrano. El 29 de abril recibieron permiso de usar cualquier armamento contra las unidades británicas que descubrieran.
El 1 de mayo, durante una operación LOGOS, los destructores avisaron de un inminente ataque aéreo británico. En realidad se trataba de un avión argentino con problemas de radio. Ese mismo día se recibieron nuevas tareas debido a que el grueso de las unidades británicas se encontraba apoyando acciones de bombardeo en las Islas Malvinas: el grupo Peñón debía dirigirse al meridiano del enemigo y atacar con misiles a los buques británicos que operaran hacia el Sur de Malvinas.

### Hundimiento
El 2 de mayo recibió el ataque con torpedos del submarino HMS Conqueror fuera del área de exclusión militar de 200 millas de radio establecida por el Reino Unido. Llegadas las 16:00 (hora argentina) de ese 2 de mayo, Margaret Thatcher se reunía con su gabinete de guerra en la residencia campestre de Chequers, cercana a Londres. Fue durante esa reunión que se dio la orden al comandante del Conqueror de hundir el crucero. 
Los dos torpedos de los cuatro lanzados que recibió el crucero determinaron su hundimiento con la pérdida de 323 de sus tripulantes. Mientras que los otros dos torpedos, uno impacto pero no detonó  contra el  ARA Bouchard y el torpedo restante paso lejos del ARA Piedrabuena.

## Escudo

Escudo de armas

El escudo de armas del crucero ARA General Belgrano tiene el lema «EX CINERE» (en latín: de las cenizas), recordando la leyenda del ave Fénix y aludiendo a su nombre anterior (Phoenix).

## Búsqueda del pecio
El hundimiento del Crucero dio origen a una causa judicial. La demanda denominada "Crucero General Belgrano contra Margaret Thatcher, sobre homicidio calificado y crimen de guerra" fue presentada, luego de declararse incompetente la Corte Suprema de Justicia argentina, ante el Tribunal Europeo de los Derechos Humanos, con sede en Estrasburgo. Los familiares de las víctimas acusaron al Gobierno Británico de haber violado el artículo 2 del Convenio Europeo de Derechos Humanos, porque la entonces primera ministra Margaret Thatcher y su gabinete de guerra, ordenaron el hundimiento del General Belgrano, cuando estaba fuera de la zona de exclusión, navegando hacia las costas argentinas. La demanda fue impulsada por el Mayor Auditor del Ejército Argentino Jorge Humberto Appiani actualmente condenado por delitos de lesa humanidad. El tribunal rechazó la demanda indicando que los procedimientos llevados a cabo en la Argentina, culminados el 14 de marzo de 2000 con la decisión de la Corte Suprema de Justicia, "no constituyen vías de recursos internos que justifican ser agotados", ya que no son vías de recursos internos en Gran Bretaña. (http://www.diariojudicial.com. 16 de julio de 2010)
Argentina declaró tumba de guerra y lugar histórico nacional al pecio del ARA General Belgrano, ordenando que se incorpore en las cartas náuticas, geográficas, mapas y diferente cartografía, la mención de este lugar.
En 2003 se realizó una expedición de la National Geographic a bordo del buque Seacor Lenga, con apoyo del oceanográfico ARA Puerto Deseado y la corbeta ARA Robinson. La búsqueda culminó sin éxito debido a las desastrosas condiciones meteorológicas que complicaron las operaciones.